# Dolcedo
Dolcedo är en ort och kommun i provinsen Imperia i regionen Ligurien i Italien. Kommunen hade 1 360 invånare (2018).